# بمب‌گذاری آوریل ۲۰۱۲ دمشق
 بمب‌گذاری آوریل ۲۰۱۲ دمشق یک بمب‌گذاری انتحاری بود که در ۲۷ آوریل ۲۰۱۲ در دمشق رخ داد و سربازان ارتش سوریه را هدف قرار داد که منجر به کشته شدن ۹ تن شد. جبهه النصره ادعا کرد که این حمله را انجام داده‌است، این اتفاق، در میان جنگ داخلی سوریه رخ داد.